# Dubna

Dubna é uma pequena localidade da Rússia central, a aproximadamente 125 quilómetros ao norte de Moscou.
Dubna foi fundada em 1956. A sua população aproximada é de 67800 habitantes estimada no ano de 2000. A cidade está na altitude de 187 metros e apresenta o mesmo fuso horário de Moscou (UTC +3).
Dubna é mais conhecida por conter o Instituto Central de Investigações Nucleares (JINR, na sigla em inglês), cuja finalidade é pesquisar e sintetizar isótopos pesados. O nome do elemento 105, dúbnio, é derivado do nome desta cidade.
Muito em Dubna está relacionado ao Instituto de pesquisa. Grande parte da população trabalha no JINR. Nesta cidade, o nome de muitas  ruas estão relacionados a física e a química, tais como "rua do neutrino", "rua do próton", entre outras. A Universidade de Moscou tem sua filial em Dubna, aonde os estudantes vão participar em atividades de pesquisas no JINR.